# Thuso Phala
Thuso Phala (Soweto, 27 de maio de 1986) é um futebolista profissional sul-africano que atua como meia.

## Carreira
Thuso Phala representou o elenco da Seleção Sul-Africana de Futebol no Campeonato Africano das Nações de 2015.